# Anomala diurna
Anomala diurna är en skalbaggsart som beskrevs av Ohaus 1938. Anomala diurna ingår i släktet Anomala och familjen Rutelidae. Inga underarter finns listade i Catalogue of Life.